# Minapa
Minapa byl jeden z 84 mahásiddhů a mistr buddhismu vadžrajány v Indii.

## Život
Mínapa byl bengálskýn rybářem. Jeho guru byl Mahádéva a jeho dosažením bylo světské siddhi.
Nedaleko Kámarupy se nachází bengálský záliv, kde Mínapa chytal ryby a prodával je na trhu spolu se svými kolegy.
Díky mým minulým zásluhám mě potkal šťastný osud

a včasná důvěra v učení

nyní dozrála v úžasné schopnosti.

Jak drahocenným klenotem je naše vlastní mysl!

Minapa
Minapa nesobecky pracoval po dlouhou dobu pro druhé. Byl také znám jako Vadžrapáda a Acintapa. Nejdříve získal magické schopnosti, pak pokročil v rozvoji a nakonec vstoupil do čisté země dákyní.